# Jin Akanishi
Jin Akanishi (japonês: 赤西 仁, Hepburn: Akanishi Jin, Tóquio, 4 de julho de 1984) é um cantor, ator e compositor japonês, mas que também já atuou em outras atividades como dublador e apresentador e locutor de rádio. Akanishi foi membro da boyband KAT-TUN.

## Carreira
Logo após a sua estreia como KAT-TUN, em 2006, ficou 6 meses em Los Angeles estudando inglês e deixou o grupo em quinteto, mas em abril de 2007 voltou às suas atividades com o grupo. Porém em 2010 ele acaba deixando o grupo definitivamente para focar na carreira solo.
Além de estrelar na TV o mangá Yukan Club, atuou também em Gokusen e Anego. Nos cinemas, estrelou o filme Bandage e fez a dublagem em japonês de Emile Hirsch no filme Speed Racer. Em 2014, participou do filme baseado em fatos reais, 47 Ronin (47 Ronins, no Brasil), fazendo a sua estreia no cinema internacional. 
Akanishi faz composições em inglês, como Love Juice, do single Don´t u ever stop, e a música solo, cantada na turnê do KAT-TUN, ¨Break the records-by you&for you¨, composta com Crystal Kay. Em 2016 formou, junto com o ator Takayuki Yamada, uma dupla chamada "JINTAKA" e lançou a música "Choo Choo SHITAIN".
O irmão mais novo de Jin é ator desde 2008 sob o nome artístico Fuuta 颯太 (ふうた). 
Em 2 de Fevereiro de 2012 anunciou o seu casamento com a atriz Meisa Kuroki, com quem tem dois filhos.

## Discografia

### Álbuns de Estúdio
Como 赤西仁 (Akanishi Jin)
- JUSTJIN（2013.11.06)
- Me（2015.06.24）
- Audio Fashion（2016.06.22）
- Blessed（2017.12.12）

Como JIN AKANISHI (Lançamento nos EUA)
- JAPONICANA（2012.03.07）

Como LANDS
- Olympos（2010.01.13）

### Álbuns Estendidos
Como 赤西仁 (Akanishi Jin)
- Mi・Amor（2014.11.12)

Como JIN AKANISHI
- TEST DRIVE featuring JASON DERULO（2011.12.07）

### Singles
Como 赤西仁 (Akanishi Jin)
- Eternal（2011.03.02）
- Seasons（2011.12.28）
- HEY WHAT'S UP?（2013.08.07）
- アイナルホウエ (Ai naru hou e)（2013.10.02）
- Good Time（2014.08.06）

Como JIN AKANISHI (Lançamento nos EUA)
- TEST DRIVE featuring JASON DERULO (2011.11.8)
- Sun Burns Down (2012.01.24)

Como LANDS
- BANDAGE（2009.11.25）

Como JINTAKA
- Choo Choo SHITAIN（2016.09.21）